# Дарбинян, Владимир Саркисович
Влади́мир Сарки́сович Дарбиня́н (арм. Վլադիմիր Սարգսի Դարբինյան, 10 апреля 1931, село Ачаджур, Иджеванский район — 17 марта 2015, Ереван) — советский и армянский государственный деятель, министр внутренних дел Армянской ССР (1969—1975).

## Биография
- 1949—1954 гг. — исторический факультет Ереванского государственного университета.
- 1971—1976 гг. — юридический факультет Ереванского государственного университета. Награждён двумя орденами Трудового Красного знамени (1965, 1970).
- 1954—1957 гг. — работал первым секретарем Иджеванского райкома ЛКСМ Армении.
- 1957—1963 гг. — второй, а затем первый секретарь ЦК ЛКСМ Армении.
- 1963—1969 гг. — работал первым секретарем Октемберянского райкома КПА.
- 1969—1975 гг. — министр внутренних дел Армянской ССР. Генерал-майор.
- 1975—1991 гг. — заместитель министра юстиции Армянской ССР.
- 1991—1994 гг. — председатель союза юристов Армении. Член партии КПА.
- 1990—1995 гг. — депутат Верховного совета Армянской ССР.
- 1995—1999 гг. — депутат парламента. Член партии КПА.
- 30 мая 1999 г. — вновь избран депутатом парламента. Член постоянной комиссии по обороне, национальной безопасности и внутренним делам. Член КПА.

С января 2000 г. — первый секретарь ЦК КПА.
В 1998—2002 гг. — генеральный директор Сардарапатского мемориального комплекса.
В 2003 г. — был кандидатом в президенты Армении.

## Награды и звания
Награждён двумя орденами Трудового Красного знамени (1965, 1970).